# Список умерших в 1417 году

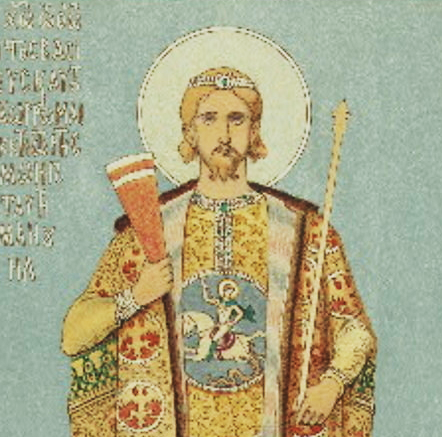
Мануил III Великий Комнин

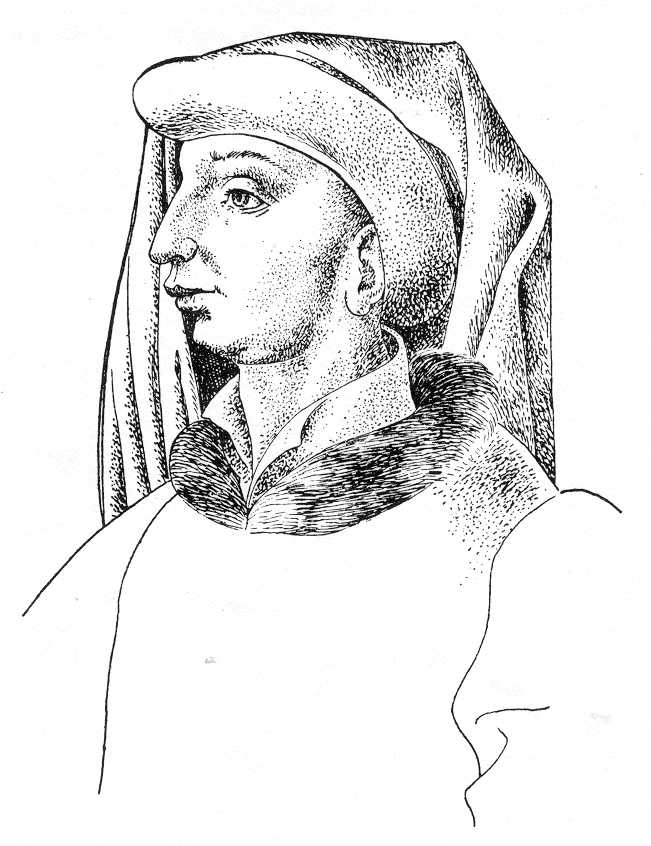
Жан Туреньский

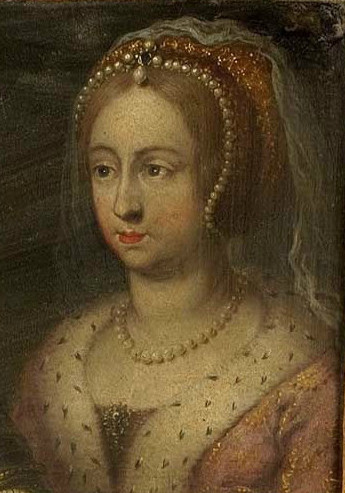
Маргарита де Жуанвиль

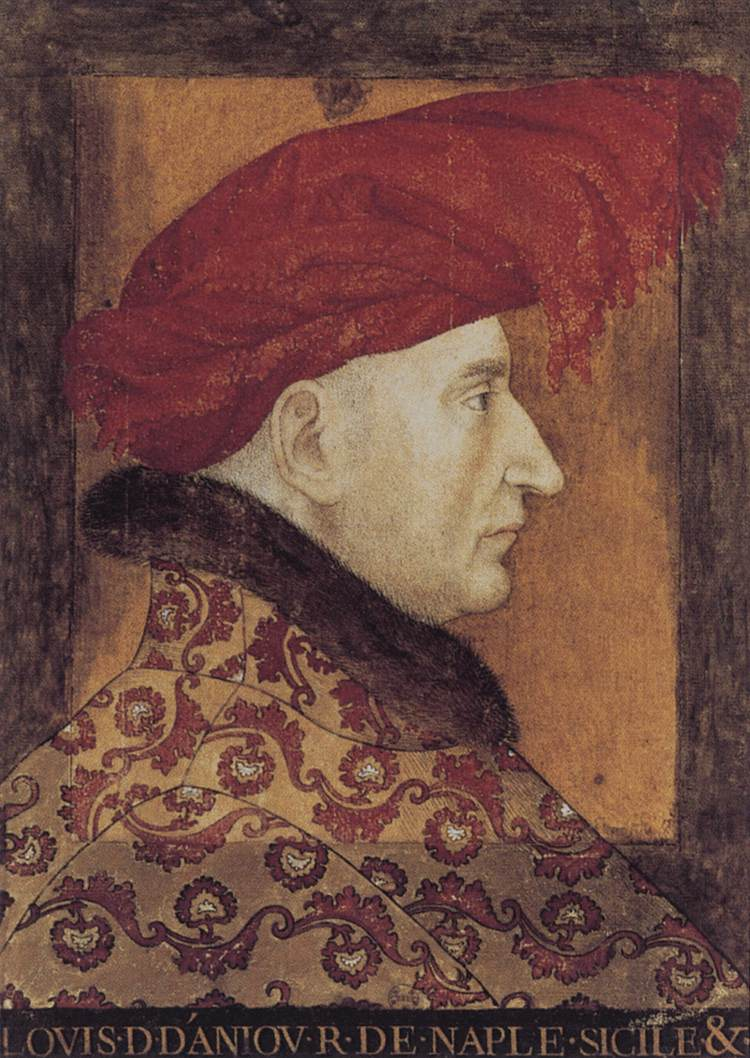
Людовик II Анжуйский

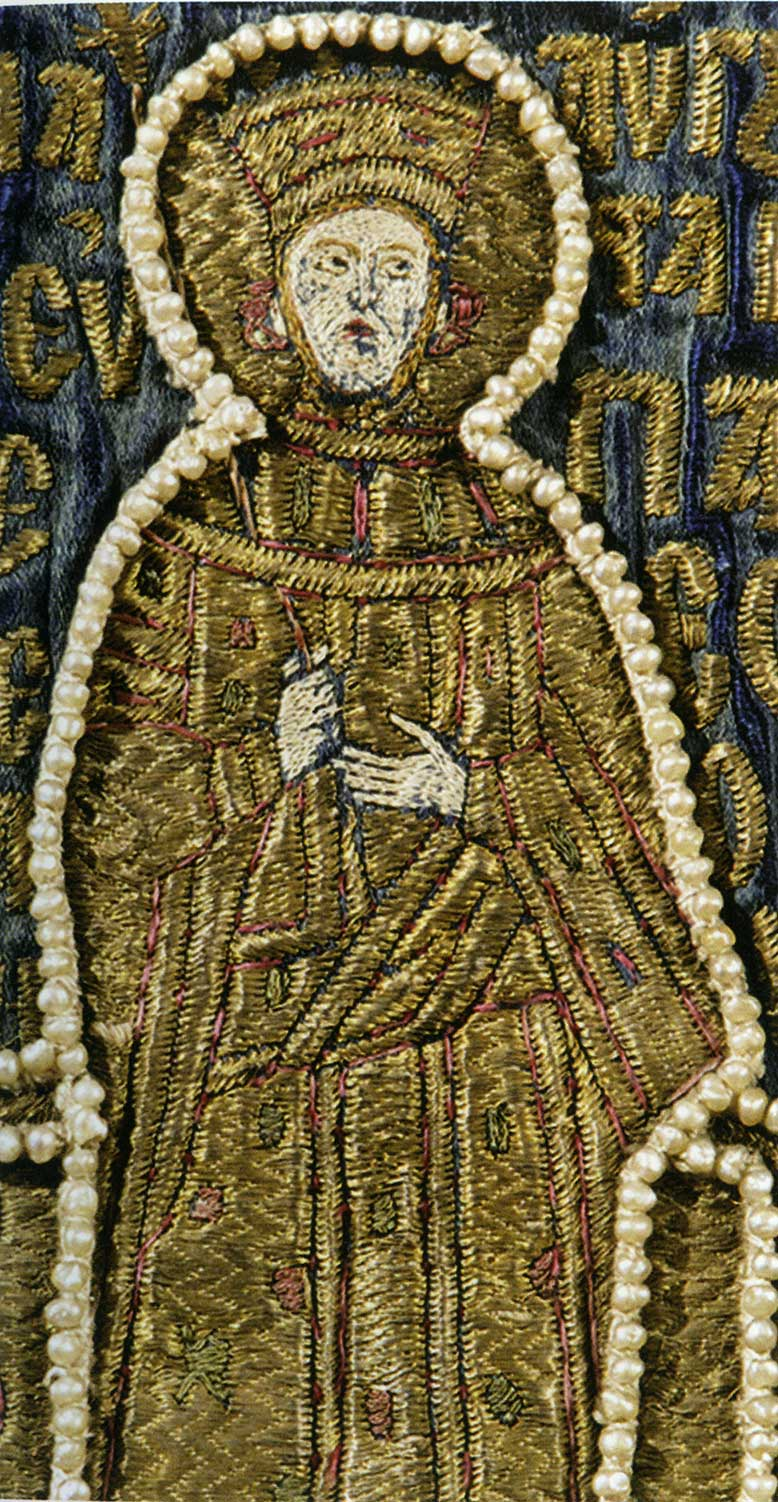
Анна Васильевна Московская

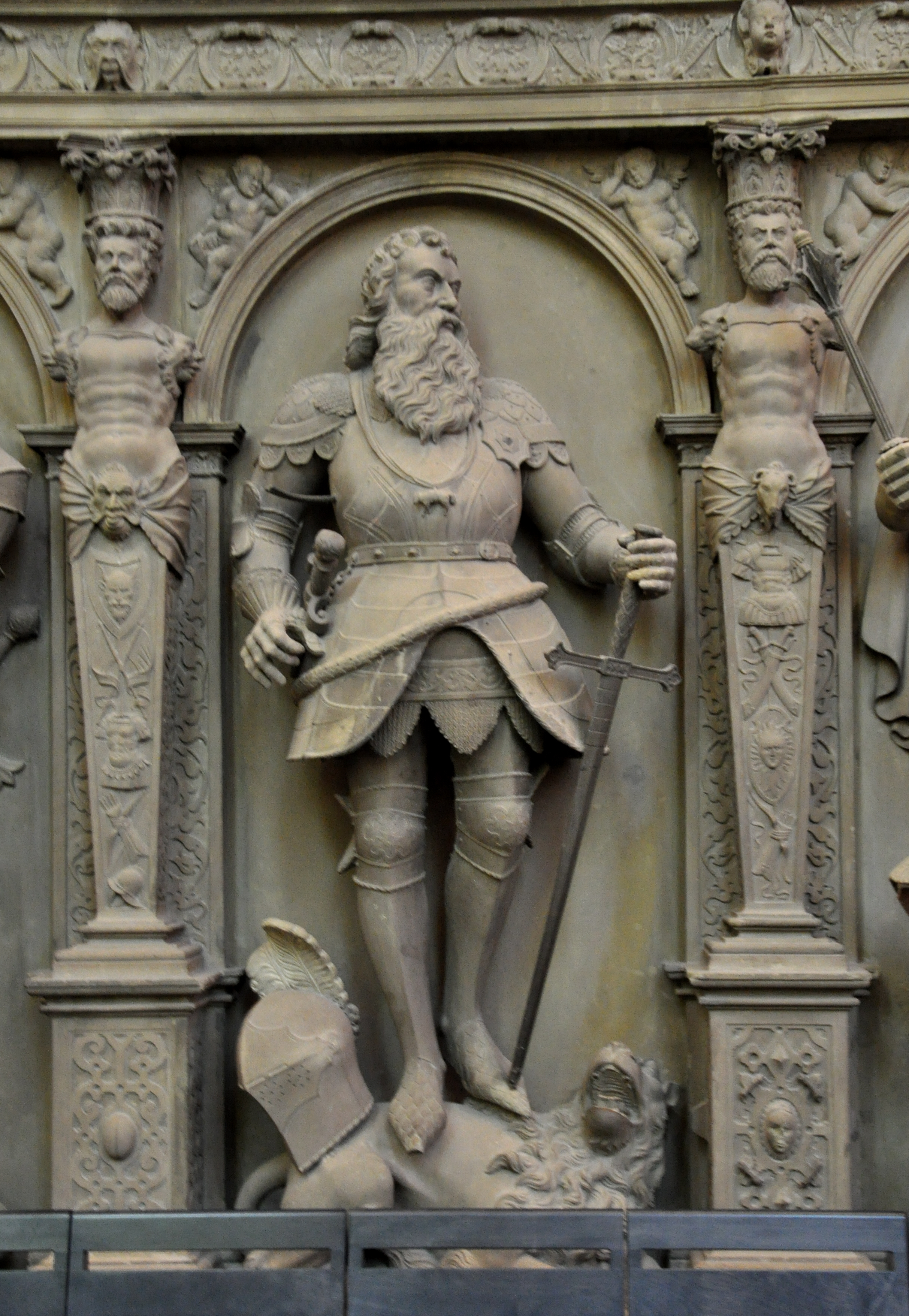
Эберхард III Кроткий

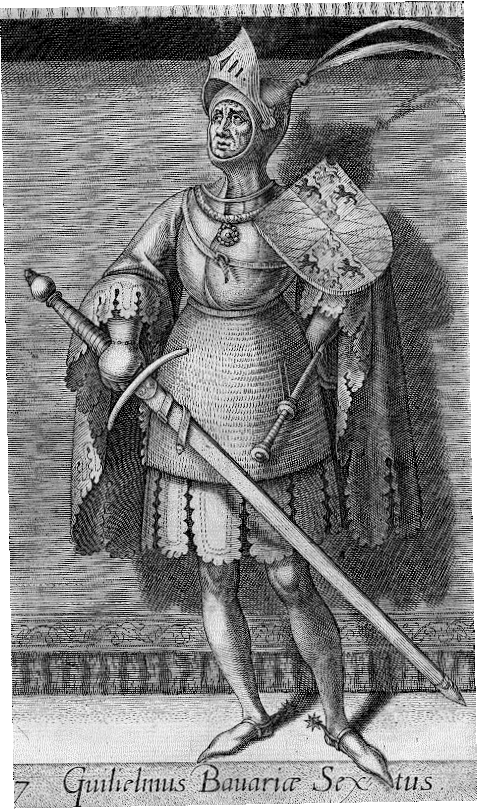
Вильгельм VI

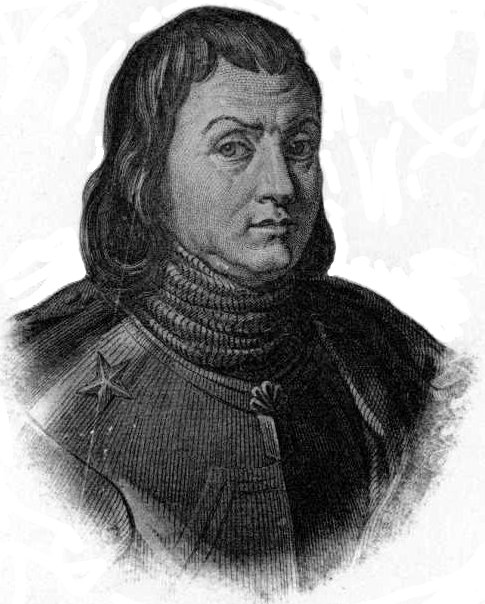
Жан II де Рьё

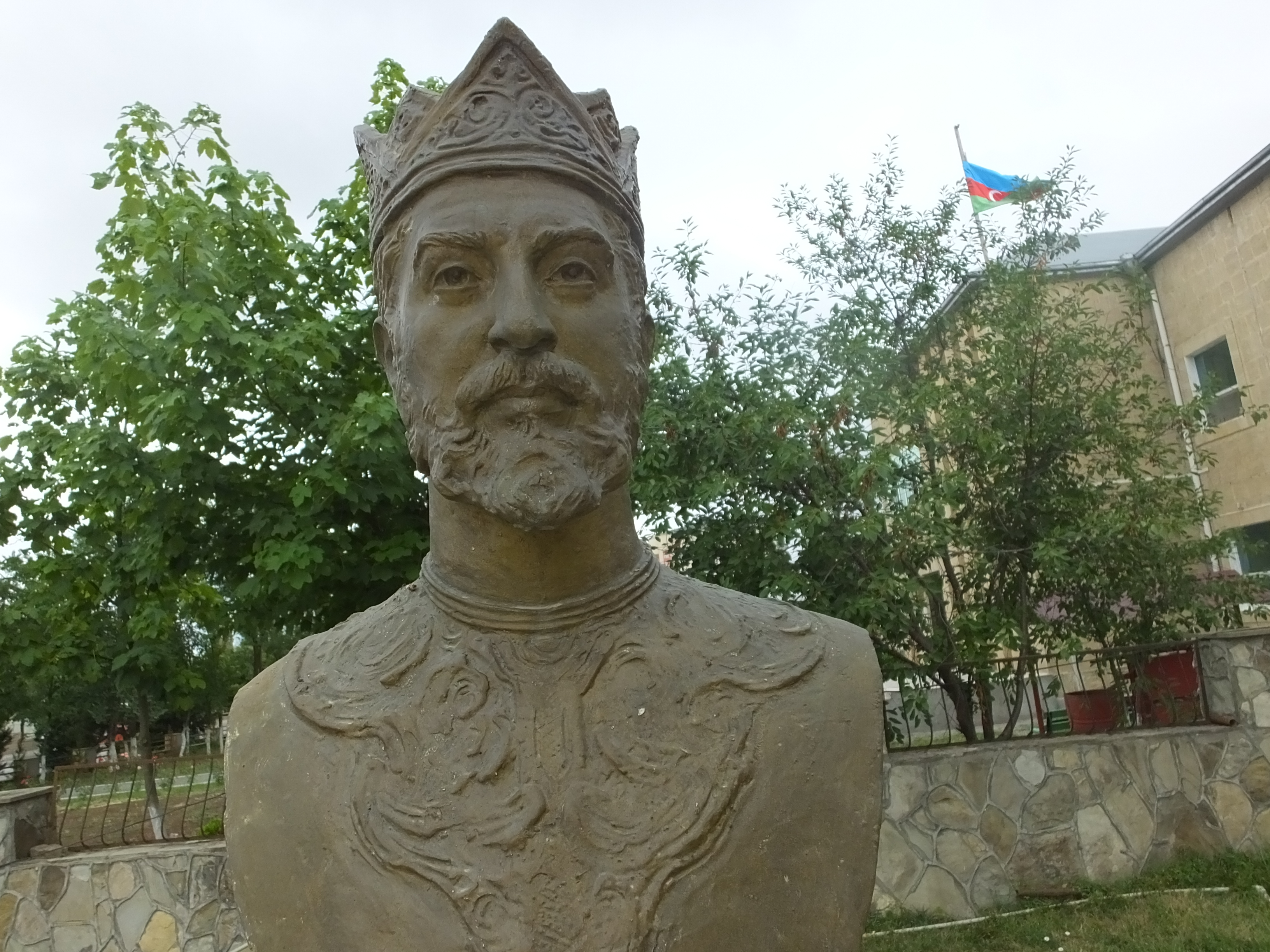
Ибрагим I

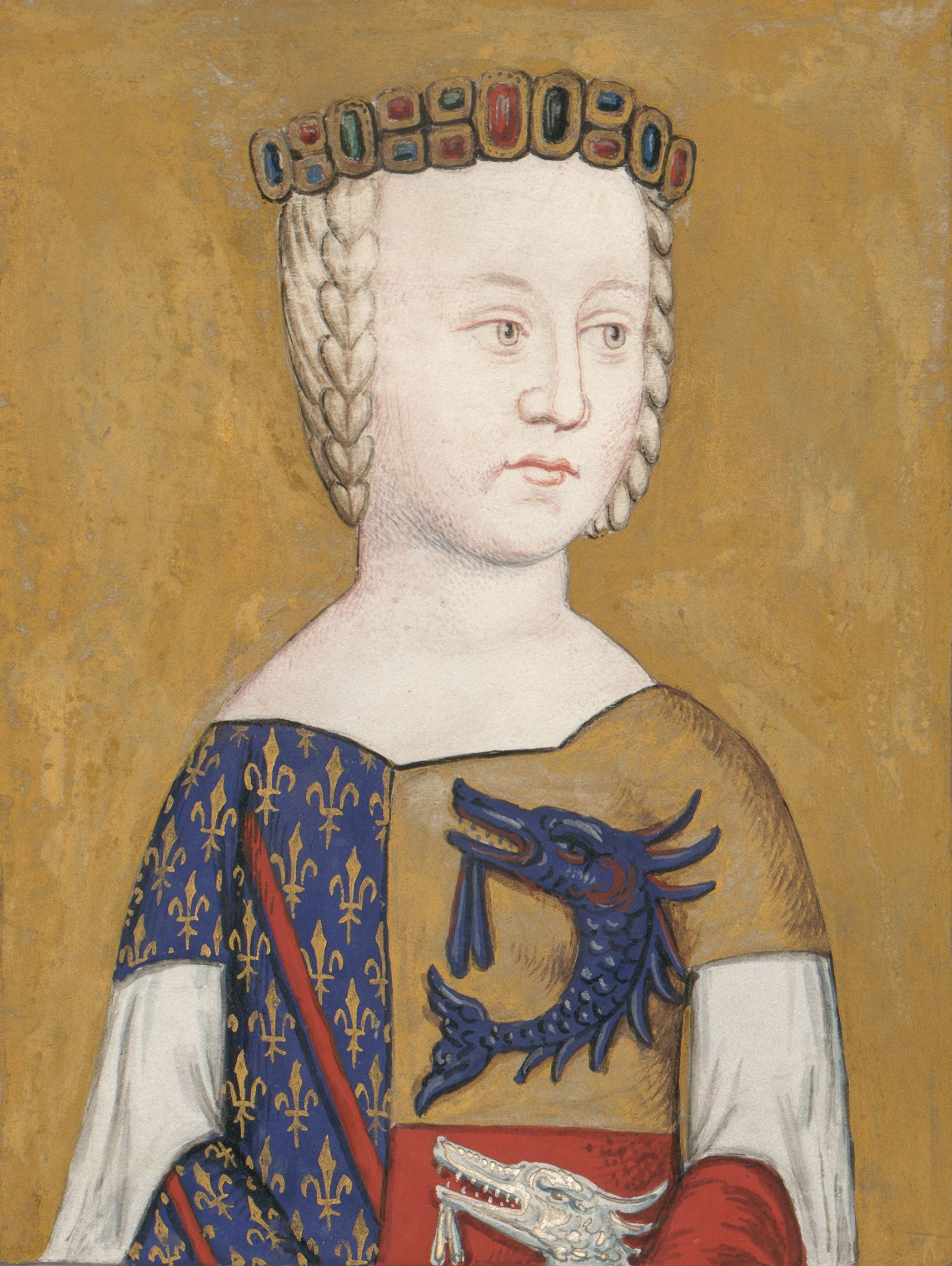
Анна Овернская

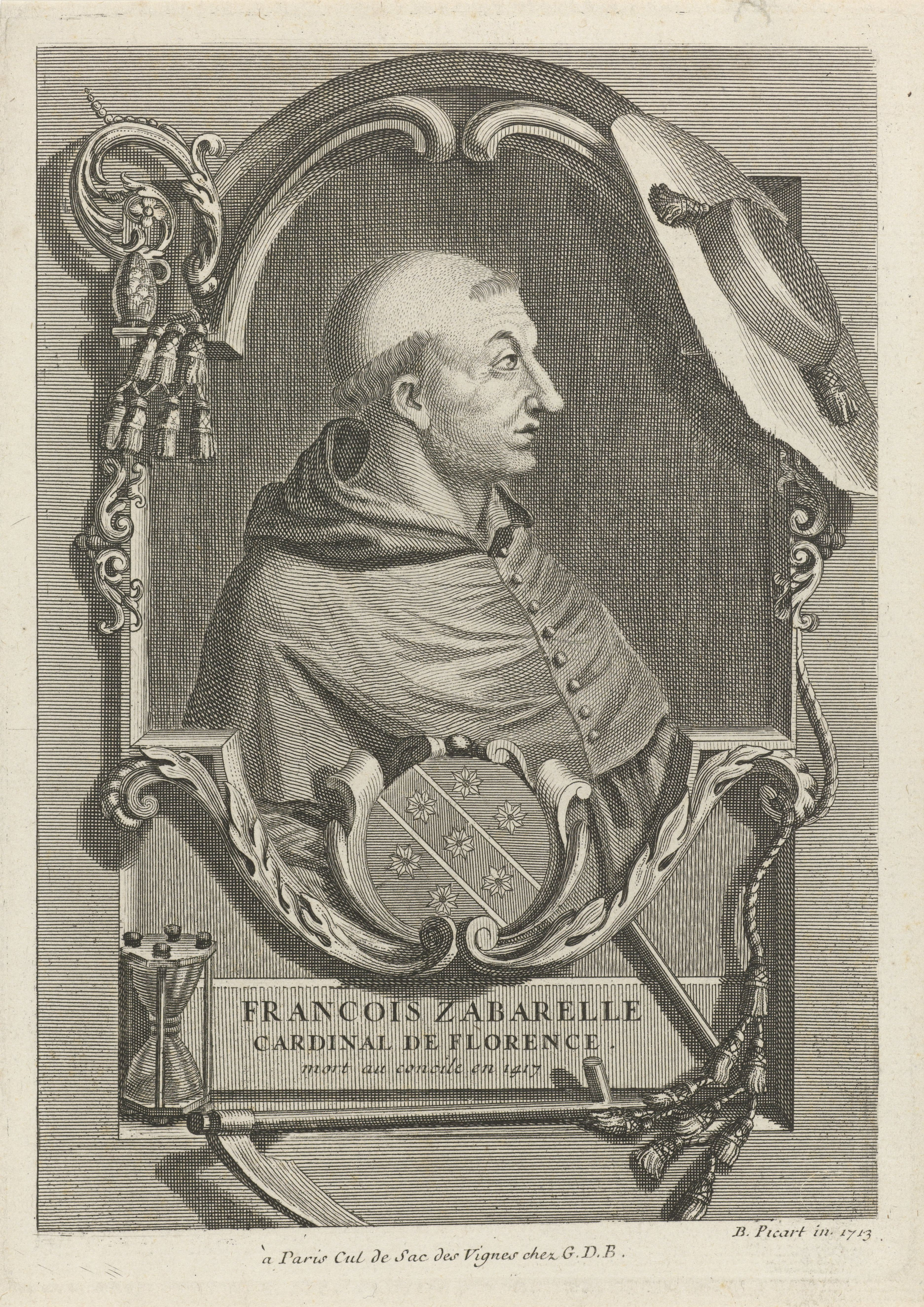
Франческо Дзабарелла

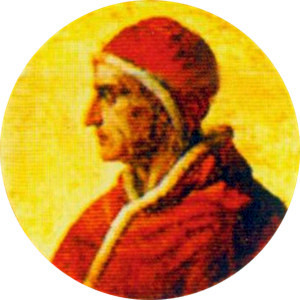
Григорий XII

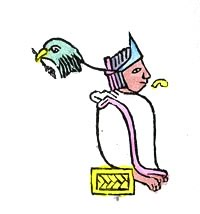
Уитцилиуитль

В этой статье представлен список известных людей, умерших в 1417 году.
См. также: Категория:Умершие в 1417 году

## Февраль
- 15 февраля — Ричард де Вер (31) — английский аристократ и военачальник, 11-й граф Оксфорд (1400—1417), лорд великий камергер Англии (1400—1417); участник Столетней войны, кавалер ордена Подвязки (1416).

## Март
- 5 марта — Мануил III Великий Комнин (52) — Трапезундский император (1390—1417).

## Апрель
- 5 апреля — Жан Туреньский (18) — 4-й сын и наследный принц (дофин) французского короля Карла VI Безумного, герцог Турени (с 1407), дофин Франции (с 1417).
- 20 апреля — Элизабет Мортимер (46) — английская аристократка, дочь Эдмунда Мортимера, 3-го графа Марча, жена сэра Генри Перси Горячей Шпоры и Томаса Камойса, 1-го барона Камойса.
- 28 апреля — Маргарита де Жуанвиль — графиня де Водемон и дама де Жуанвиль (с 1365).
- 29 апреля — Людовик II Анжуйский (39) — герцог Анжу, граф Мэна и Прованса, князь Пьемонта (1384—1417), король Неаполя (1389—1399), титулярный король Неаполя (1384—1389, 1399—1417).

## Май
- 16 мая — Эберхард III Кроткий — граф Вюртемберга (с 1392).
- 31 мая — Вильгельм VI (52) — герцог Баварии-Штраубинга (под именем Вильгельм II), граф Голландии (под именем Виллем VI), граф Геннегау (под именем Гильом IV), граф Зеландии (под именем Виллем VI) (с 1404); умер от укуса собаки.

## Июнь
- 24 июня — Иоанн III — епископ Русской православной церкви, архиепископ Новгородский и Псковский (1388—1415).

## Июль
- 13 июля — Томас Беркли — английский аристократ, 5-й барон Беркли (с 1368), адмирал Юга и Запада (с 1403).
- 20 июля — Иван Васильевич — княжич московский, сын великого князя Василия Димитриевича, князь Нижнего Новгорода (1417), официальный наследник престола (с 1405); умер от чумы.
- 31 июля — Елизавета — графиня Фиандена, последняя графиня Переднего Шпонгейма (с 1414).

## Август
- 12 августа — Жан II де Рьё — рыцарь и полководец из знатной бретонской семьи; участник Столетней войны, маршал Франции (с 1397).
- 16 августа — Кено II том Брок — восточнофризский военачальник и хофтлинг (вождь) Брокмерланда (1389—1417), представитель династии том Брок.
- Анна Васильевна Московская — старшая дочь великого князя московского Василия I Дмитриевича, первая жена с 1414 года императора Византии Иоанна VIII Палеолога в бытность его соправителем при отце, Мануиле II, младшая императрица-консорт (с 1416); умерла от чумы.

## Сентябрь
- 15 сентября — Ибрагим I — правитель Ширвана (1382—1417), основатель третьей династии ширваншахов — Дербенди.
- 19 сентября — Бенедетто ди Биндо — итальянский художник сиенской школы.
- 22 сентября — Анна Овернская — дочь Беро II Великого, дофина Оверни, дама де Меркер, графиня консорт де Форе (с 1372), жена Людовика II, герцога де Бурбона, дофина Оверни (с 1400).
- 26 сентября — Франческо Дзабарелла (57) — епископ Флоренции (1410—1411), кардинал-дьякон Санти-Козма-э-Дамиано (1411—1417).

## Октябрь
- 2 октября — Мазо Альбицци — флорентийский государственный деятель, глава олигархической партии, фактически управлявшей Флорентийской республикой (1382—1417).
- 16 октября — Джан Галеаццо I Манфреди — сеньор Фаэнцы (1410—1417).
- 18 октября — Григорий XII (82) — Епископ Кастелло (1380—1390), Латинский патриарх Константинополя (1390—1405) (апостольский администратор (1405—1409)), Апостольский администратор епархии Корони (1395—1406), кардинал-священник с титулом церкви Сан-Марко (1405—1406), папа римский (1406—1415); отрёкся от сана. Кардинал-епископ Фраскати и декан Коллегии кардиналов (1415—1417).

## Ноябрь
- 9 ноября — Юсуф III ан-Насир — эмир Гранады (1408—1417), поэт.
- 17 ноября — Эвренос — знаменитый османский полководец, основатель знатной османской династии Эвреносоглу.

## Декабрь
- 14 декабря — Джон Олдкасл — английский религиозный деятель, лидер лоллардов; казнён (повешен и сожжён). Вероятный прообраз шекспировского Фальстафа.
- 26 декабря — Элеонора Арагонская — королева-консорт Кипрского королевства, титулярная королева-консорт Иерусалимская и Армянская (1358—1369), регент королевства (1369—?).

## Дата неизвестна или требует уточнения
- Ахмед ибн Рамазан — бей Рамазаногуллары (1384—1417)
- Джон Блаунт — английский политический деятель, член пяти парламентов (1390, 1395, 1399, 1404 и 1414).
- Бочек II из Подебрад — чешский государственный деятель из рода панов из Кунштата и Подебрад, Высочайший коморник Чешского королевства (1377—1387), один из учредителей и предводителей оппозиционного королю Вацлаву IV Панского союза, дед короля Йиржи из Подебрад.
- Джаббар-Берди — хан Золотой Орды (1416—1417); убит в междоусобной борьбе.
- Ральф де Кромвель — английский аристократ, 2-й барон Кромвель (с 1398).
- Мартин Васкес де Акунья — португальский и испанский дворянин, 1-й граф Валенсия-де-Дон-Хан (1398—1417) и сеньор Кастрохерис в Кастилии, 6-й сеньор Табуа, Сул, Гульфар и Бештейруш в Португалии, мэр Лиссабона.
- Самсентаи — король лаосского государства Лансанг (1372—1417).
- Маргарита Стюарт — шотландская аристократка, графиня Ангус и баронесса Абернети (1361—1389).
- Уитцилиуитль — тлатоани ацтеков (1395—1417).
- Шри Сурьяварман II — император Кхмерской империи (1401—1417).
- Юрий Онцифорович — новгородский посадник.